# Виноробство в Ефіопії

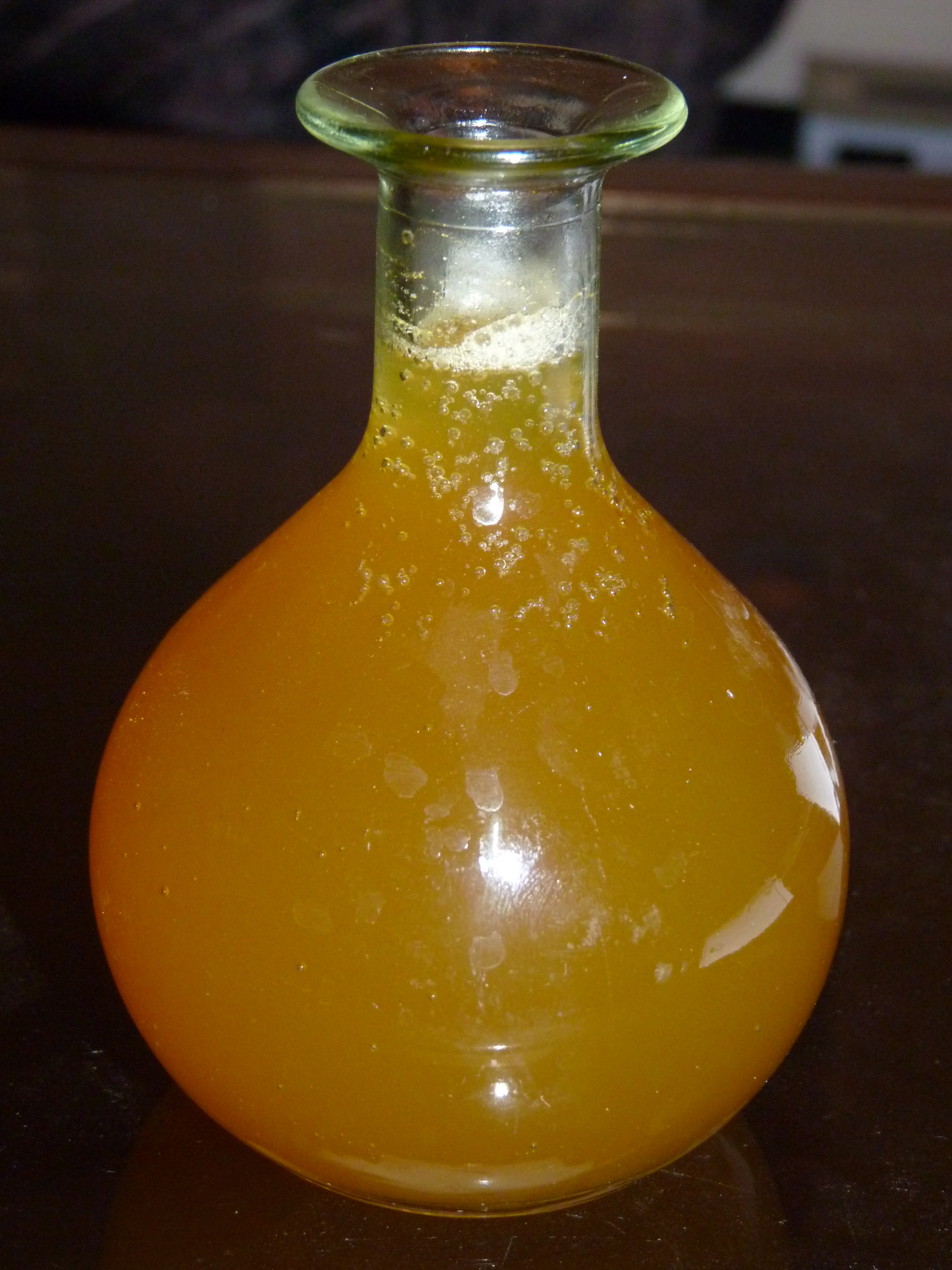
Тедж, ефіопське медове вино

Промислове виноробство в Ефіопії почало розвиватися в середині двадцятого століття. Галузь в країні у стадії розвивитку — в неї почали інвестувати міжнародні гравці.

## Історія
Вино було відомо на території сучасної Ефіопії ще за часів Аксумского царства. Напій імпортувався через порт Адуліс з Італії. Вино і виноград були зображені на Аксумському обеліску 3-го століття. Письмова згадка про вино також датуються четвертим століттям — епохою царя Езана.
Італійські війська, які окупували країну з 1936 по 1941 роки, вирощували виноград під Адіс-Абебою для виробництва вина і подальшого споживання. Наприкінці вісімдесятих років двадцятого століття країна вже пропонувала вино на експорт.
Найстарша активна виноробня країни — Awash Winery, відома з 1944 року. Площа виноградників — 117 гектарів.

## Сучасне виноробство
Через близькість до екватора у лози в Ефіопії коротший вегетативний цикл. Врожай можна збирати двічі на рік — з листопада по грудень і з червня по липень.
У виробництво вина в країні вклався французький виробник Castel. У 2007 він уклав договір з урядом країни і став вирощувати 750 000 лоз сортів сіра, каберне совиньен, мерло і шардоне.
Також в Ефіопії роблять Тедж, традиційне вино з меду. Напій, що пропонують туристам, солодкий, однак справжній рецепт, який вживають місцеві, має присмак, який злегка нагадує дизельне паливо.